# Abu Talib Khan
Abu Talib Khan (Lucknow 1752-1806) fou un escriptor d'origen turc, però que va néixer i va viure a l'Índia.

Abu Talib Khan

Va servir en diversos llocs administratius a Oudh arribant a imaldar d'Itawah. Fou funcionari de finances sota el coronel Hanay governador de Sarwar i després va estar al servei del resident britànic Nathaniel Middleton i va col·laborar amb Richard Johnson a l'administració dels djagirs (feus) confiscats a les begums d'Oudh.
El febrer de 1799 va viatjar de Calcuta a Europa i va visitar diversos països per retornar el 1803. Va escriure Masir-i talini fi bilad-i ifrandji, una relació dels seus viatges.